# Roger
Roger es un antropónimo masculino que se puede encontrar en varios idiomas, como el catalán, el inglés o el francés.
Proviene de la composición de palabras germanas hrod (fama) y ger (lanza), con lo que su significado vendría a ser «famoso con la lanza». Su forma latina sería Rogerius y era muy habitual en la Edad Media.
La versión de este nombre en español es Rogelio.

## Personas
Con el nombre de Roger se conoce a:
- Roger Taylor, baterista y corista del grupo Queen
- Roger Federer, Jugador de tenis suizo.
- Roger Daltrey, cantante de la icónica banda británica The Who
- Roger Troutman, Cantante, compositor y productor estadounidense
- Roger Torres, futbolista colombiano.
- Roger Waters, integrante de Pink Floyd.
- Roger Schutz, fundador de la Comunidad de Taizé.
- Roger Grimau, jugador de baloncesto.
- Roger Lemerre, entrenador de fútbol.
- Roger D. Kornberg, premio Nobel de Química.
- Roger Gual, director de cine español.
- Roger Guerreiro, un futbolista brasileño nacionalizado polaco.
- Roger Field, inventor
- Roger Moore, actor de cine británico (conocido especialmente por su papel de James Bond 007).
- Róger Sánchez Flores, caricaturista y dibujante nicaragüense.
- Roger Berruezo, actor y cantante español.
- Roger Torrent, 15° Presidente del Parlamento de Cataluña, España.
- Roger Craig Smith , actor estadounidense

### Nobles
- Roger de Flor
- Roger de Lauria
- Roger III de Carcasona
- Roger Bernardo III de Castellbó
- Condes de Foix:
  - Bernardo I Roger
  - Raimundo Roger I
  - Roger Bernardo I "el Gordo"
  - Roger Bernardo II "el Grande"
  - Roger Bernardo III
  - Roger I "el Viejo"
  - Roger I
  - Roger II
  - Roger III
  - Roger IV

### Personajes de ficción
- Roger, un personaje de la serie American Dad.
- Roger, un personaje corrupto de partida Dungeons & Dragons Rol Game.
- Roger el Homúnculo, un personaje del cómic Hellboy.
- Roger (Tekken) personaje ficticio de la saga de videojuegos Tekken.
- Gol D. Roger personaje del anime y manga, One Piece

## Otros
- La Jolly Roger, la bandera de la piratería.
- Roger Rabbit, personaje de dibujos animados principal de la película ¿Quién engañó a Roger Rabbit?

## Otros usos
- En el mundo anglosajón (y Cataluña), y en ámbitos tanto militares como de aviación, se utiliza la palabra Roger en el sentido de "recibido" (received), para confirmar que se ha recibido la última transmisión.